# Głogów Małopolski Niwa
Głogów Małopolski Niwa – przystanek osobowy w Głogowie Małopolskim, w województwie podkarpackim, w Polsce. Przystanek funkcjonuje od 11 czerwca 2023, kiedy to uruchomiono go wraz z letnią korektą rozkładu połączeń. Znajduje się przy skrzyżowaniu drogi krajowej nr 9 i ulicy Jana Pawła II.